# Date Tadamune
Date Tadamune est un nom japonais traditionnel ; le nom de famille (ou le nom d'école), Date, précède donc le prénom (ou le nom d'artiste).
Date Tadamune (伊達 忠宗, 23 janvier 1600-10 août 1658) est un samouraï du début de l'époque d'Edo. Deuxième fils du puissant et renommé daimyo, Date Masamune, il succède à son père comme seigneur du domaine de Sendai. Bien qu'il ne soit pas l'ainé, son demi-frère Date Hidemune est né de dame Iisaka, une concubine, et ne peut prétendre diriger le domaine.
Lorsque Tadamune meurt en 1658, son fils Tsunamune devient daimyo, mais est destitué peu après, à la suite d'un litige de famille noble connu sous le nom de Date sōdō ou « incident Date ».

## Source de la traduction
- (en) Cet article est partiellement ou en totalité issu de l’article de Wikipédia en anglais intitulé « Date Tadamune » (voir la liste des auteurs).